# Маттштеттен
Маттштеттен (нім. Mattstetten) — громада  в Швейцарії в кантоні Берн, адміністративний округ Берн-Міттельланд.

## Географія
Громада розташована на відстані близько 11 км на північний схід від Берна.
Маттштеттен має площу 3,8 км², з яких на 15,1% дозволяється будівництво (житлове та будівництво доріг), 50% використовуються в сільськогосподарських цілях, 33,9% зайнято лісами, 1,1% не є продуктивними (річки, льодовики або гори).

## Демографія
2019 року в громаді мешкало 575 осіб (-0,9% порівняно з 2010 роком), іноземців було 3,3%. Густота населення становила 152 осіб/км².
За віковим діапазоном населення розподілялося таким чином: 20,9% — особи молодші 20 років, 51% — особи у віці 20—64 років, 28,2% — особи у віці 65 років та старші. Було 241 помешкань (у середньому 2,4 особи в помешканні).
Із загальної кількості 188 працюючих 28 було зайнятих в первинному секторі, 31 — в обробній промисловості, 129 — в галузі послуг.